# Pierre-Marie Gy
Pierre-Marie Gy (* 19. Oktober 1922 in Paris; † 20. Dezember 2004) war ein französischer Dominikaner und Liturgiewissenschaftler.
Gy studierte ab 1940 an der École des Chartes und trat 1941 in den Dominikanerorden ein. 1948 empfing er die Priesterweihe. 1949 bis 1968 lehrte er Sakramententheologie und Liturgiewissenschaft an der Dominikanerhochschule Le Saulchoir (in Étiolles bei Paris).
Von 1949 bis 2001 war Gy Mitglied des Centre (national) de pastorale liturgique (CNPL) in Paris. Nach Gründung des Institut Supérieur de Liturgie am Institut Catholique de Paris wirkte er dort als Professor, Stellvertretender Direktor und 1964–1986 als dessen Direktor. 1993 trat er in den Ruhestand. Als Hochschullehrer betreute an die 50 liturgiewissenschaftliche Dissertationen.
Gy war Gründungsmitglied und 1971–1973 Vorsitzender der Societas Liturgica.

## Werke
- La liturgie dans l’histoire. Paris 1990 (Gesammelte Aufsätze)
- L’Esprit de la liturgie du Cardinal Ratzinger est-il fidèle au Concile, ou en réaction contre? In: La Maison-Dieu 229 (2002) 173–175.